# Pablo Argandoña
Pablo Sebastián Argandoña Medina (n. Coquimbo, 6 de marzo de 1980) es un ingeniero y político chileno, que ejerció como Gobernador de la Provincia de Elqui de la Región de Coquimbo entre 2010 y 2012.
Estudió su enseñanza media y básica en el Colegio Inglés Católico de La Serena y se tituló de ingeniero civil industrial en la Universidad Diego Portales de Santiago. 
Es hijo del empresario Pablo Argandoña Gallardo, integrante de la Cámara Chilena de la Construcción (CChC); además es nieto de Carlos Medina, notario de La Serena. Fue analista en control de gestión en el Casino Enjoy Coquimbo desde octubre de 2008 hasta febrero de 2010.
Durante su gestión destacó por su apoyo a la construcción de la central termoeléctrica de Barrancones, ubicada en el sector de Punta Choros, en la comuna de La Higuera y cercano a la Reserva nacional Pingüino de Humboldt, lo que ha motivado múltiples críticas.
Fue candidato a diputado en las primarias parlamentarias de Renovación Nacional, que se realizaron el 30 de junio de 2013. Resultó ganador de la primaria de Renovación Nacional por el Distrito 7 con el 48,16% de los votos.

## Historial electoral

### Primarias parlamentarias de 2013
- Primarias parlamentarias de Renovación Nacional de 2013 para candidato a diputado por el Distrito 7 (La Serena, La Higuera, Vicuña, Paihuano, Andacollo).

| Candidato                    | Partido | Votos | %     | Resultado |
| ---------------------------- | ------- | ----- | ----- | --------- |
| Pablo Argandoña Medina       | RN      | 9939  | 48,58 | Nominado  |
| Marcelo Castagneto Arancibia | RN      | 6197  | 30,29 |           |
| Cristian Pinto Torres        | RN      | 4319  | 21,11 |           |

### Elecciones parlamentarias de 2013
- Elecciones parlamentarias de 2013 para el Distrito 7, Andacollo, La Higuera, La Serena, Paihuano y Vicuña[5]

| Candidato                 | Pacto                       | Partido | Votos  | %     | Resultado |
| ------------------------- | --------------------------- | ------- | ------ | ----- | --------- |
| Raúl Saldívar Auger       | Nueva Mayoría               | PS      | 25 765 | 29,92 | Diputado  |
| Ernesto Velasco Rodríguez | Nueva Mayoría               | PRSD    | 22 381 | 25,99 |           |
| Sergio Gahona Salazar     | Alianza                     | UDI     | 20 456 | 23,76 | Diputado  |
| Pablo Argandoña Medina    | Alianza                     | RN      | 8844   | 10,27 |           |
| Luz Eliana Rojas Zambra   | Partido Humanista           | PH      | 3657   | 4,24  |           |
| Julio Zapata Rodríguez    | Si tú quieres, Chile cambia | PRO     | 2628   | 3,05  |           |
| Kenneth Romero Quiroz     | Si tú quieres, Chile cambia | PL      | 2358   | 2,73  |           |